# Gombang (Bogorejo)
Gombang is een bestuurslaag in het regentschap Blora van de provincie Midden-Java, Indonesië. Gombang telt 1044 inwoners (volkstelling 2010).